# 12. konjeniški polk (Italija)
12. konjeniški polk Cavalleggeri di Saluzzo (izvirno italijansko 12º Reggimento di Cavalleria di linea) je bil konjeniški polk (Kraljeve sardinske in Kraljeve) Italijanske kopenske vojske.